# نادي أنتيب جوان لي بان
نادي أنتيب جوان لي بان لكرة القدم (بالفرنسية: Football Club Antibes Juan-les-Pins)‏ نادي كرة قدم فرنسي يلعب في دوري الدرجة الثامنة، وهو ينتمي لمدينة أنتيب. تم تأسيس النادي في سنة 1912 .